# Мистецтво обману
«Мистецтво обману» (англ. Lying and Stealing) — кримінальна кінокомедія 2019 року з Тео Джеймсом й Емілі Ратаковскі в головних ролях.

## У ролях
| Актор            | Роль               |
| ---------------- | ------------------ |
| Емілі Ратаковскі | Еліс Тібальді      |
| Тео Джеймс       | Іван Вордінг       |
| Фред Меламед     | Дімітрій Маропакіс |
| Ебон Мосс-Бакрак | Рей Вордінг        |
| Ісая Вітлок мол. | Лайман Вілкерс     |
| Еван Гендлер     | Ерік Маропакіс     |
| Джон Гейтінс     | Атон Ейзенштадт    |
| Кіт Пауелл       | Майк               |
| Фернанда Андраде | Мері               |
| Іво Нанді        | Джованні           |

## Український дубляж
Фільм дубльовано студією Cinemaker Laboratory на замовлення Parakeet film.
- Режисер дубляжу — Євген Сардаров
- Іван — Дмитро Гаврилов
- Еліз — Анна Дончик
- Дімітрій — Михайло Кришталь
- В епізодах — Михайло Войчук, Юлія Малахова, Віталій Ізмалков та Євген Сардаров.

## Створення фільму

### Виробництво
У листопаді 2017 року біло повідомлено, що Тео Джеймс, Емілі Ратаковскі, Фред Меламед, Ебон Мосс-Бакрак, Ісая Вітлок мол., Еван Гендлер та Джон Гейтінс приєднались до акторського фільму режисера Метте Аселтона за його сценарієм, написаним спільно з Адамом Нагатою.

### Знімальна група
- Кінорежисер — Метт Аселтон
- Сценарист — Метт Аселтон, Адам Нагата
- Кінопродюсер — Мохамед Алрафі, Наомі Деспрес, Майкл Костіган
- Композитор — Соня Бєлоусова, Джіона Остінеллі
- Кінооператор — Корні Вольтер
- Кіномонтаж — Джеофф Гаунселл
- Художник-постановник — Девід Батчелор
- Артдиректор — Девід Брідсон
- Художник-костюмер — Наталі О'Браєн
- Підбір акторів — Емей Рене[3]